# Столовицький Ігор Михайлович
І́гор Миха́йлович Столови́цький (нар. 29 серпня 1969 року, місто Черкаси) — український футбольний тренер.

## Біографія

### Як гравець
Займатись футболом Ігор Михайлович почав у черкаській ДЮСШ № 1, де його тренер був Олександр Блуд. Пізніше продовжив навчання у Харківському спортивному інтернаті. Після закінчення почав грати як півзахисник у рязанському «Спартаку» (головний тренер Олександр Кашигін), який виступав у другій лізі СРСР. За 4 сезони гри Столовицький став найкращим гравцем команди. 1990 року отримав запрошення від донецького «Шахтара» (головний тренер Валерій Яремченко), який грав у вищій лізі. Дебют відбувся 4 березня у гостьовій грі проти московського «ЦСКА», замінивши наприкінці гри Сергія Щербакова. За свій перший сезон за «шахтарів» зіграв 17 матчів у чемпіонаті (з них тричі виходив у основному складі) та 2 матчі на Кубок СРСР (забив 2 голи). У наступному сезоні (останній сезон за історію СРСР) 5 червня 1991 року забив свій перший гол вищої ліги у грі проти харківського «Металіста».
7 березня 1992 року відбувся дебют у новоствореному чемпіонаті України у грі проти запорізького «Металурга». У другому колі проти того ж таки «Металурга» він забив свій перший гол українського чемпіонату. У сезоні 1993—1994 років разом з командою став срібним призером чемпіонату України. 1993 року мав можливість підписати договір з однією із ізраїльських команд, але не змогли домовитись з умова контракту. 8 серпня 1994 року Столовицький грав у матчі проти норвезького «Ліллестрьома». У сезоні 1994—1995 років разом з командою виграв Кубок України, хоча у фінальному матчі участі і не брав (однак відіграв 6 матчів). По закінченню сезону Ігор Михайлович залишив клуб.
Перше коло сезону 1995—1996 років Столовицький провів у складі запорізького «Торпедо», після чого повернувся до рязанського «Спартака», який грав у другій лізі. Навесні 1997 року повертається до Черкас, де почав виступати за місцеву команду ФК «Черкаси», яка грала у першій лізі. Невдовзі Ігор став одним із найкращих гравців команди. У сезоні 1999—2000 років команда посіла лише 3 місце першої ліги, після чого клуб залишило багато гравців, у тому числі і Столовицький. Він почав грати за кіровоградську «Зірку» (головний тренер Юрій Коваль), яка залишила вищу лігу. У сезоні 2002—2003 років команда повернулась до вищої ліги, але у кінці посіла останнє місце. Після цього Столовицький у сезоні 2004—2005 років повернувся до Черкас, де грав за місцеву команду, яка вже виступала у другій лізі. У наступному сезоні 2005—2006 років Ігор Михайлович перейшов до харківського «Арсеналу», який виступав у другій лізі, однак зіграв за команду лише 1 матч — 1 серпня у розіграшу Кубка України проти краснопільського «Явора». Невдовзі він залишив клуб і повернувся до рідного міста, де грав за аматорські команди.

### Як тренер
Після кар'єри гравця, Ігор Михайлович працював у ДЮСШ. У січні 2008 року черкаський міні-футбольний клуб «Арарат» під його керівництвом став переможцем Кубка України серед юнаків 1996 року народження. Наступного року смілянський клуб «Явір» став переможцем чемпіонату України по футзалу серед юнаків 1994 року народження. Того ж року Столовицький стає одним із тренерів черкаського «Дніпра» (головний тренер Олександр Рябокінь). 2012 року він стає головним тренером білозірської «Зорі», з якою двічі переміг чемпіонат Черкаської області.
Із січня 2014 року Столовицький стає помічником головного тренера черкаського «Славутича» Юрія Бакалова. Після матчу другої ліги проти стрийської «Скали» головний тренер пішов у відставку, а виконуючим його обов'язки стає Ігор Михайлович. Під його керівництвом команда, вже як «Черкаський Дніпро» програла лише раз, на виїзді команді «Оболонь-Бровар». У турнірній таблиці клуб тоді посідав 2 місце. 9 листопада 2014 року Ігор Михайлович стає головним тренером черкаського клубу. Вже у другому колі сезону 2014—2015 років команда достроково отримала путівку до першої ліги, ставши переможцями другої ліги. За результатами сезону ПФЛ визнало Столовицького кращим тренером другої ліги. Вже у першій лізі сезону 2015—2016 років команда під керівництвом Ігора Михайловича посіла друге місце і стала срібним призером першої ліги і мала шанс потрапити до вищої ліги.